# Jean Hamilius

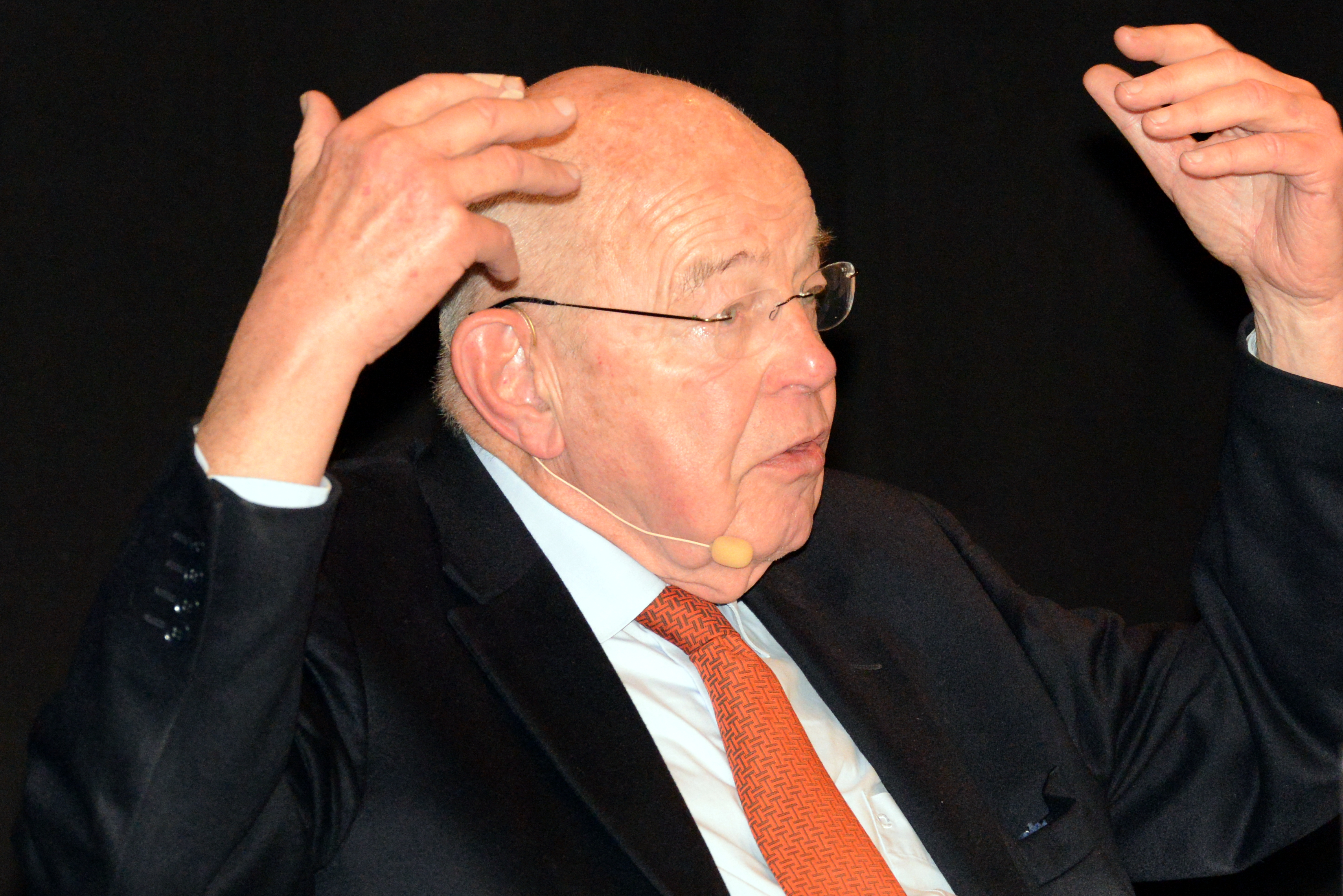
Jean Hamilius, martie 2015.

Jean Hamilius (n. 5 februarie 1927, Luxemburg) este un om politic luxemburghez, membru al Parlamentului European în perioada 1979-1984 din partea Luxemburgului. S-a născut în orașul Luxemburg. A fost Ministru al Agriculturii și al Lucrărilor Publice (1974–1979) și Ministru Adjunct al Afacerilor Externe (1976–1979) în guvernul lui Gaston Thorn (1974–1979). A fost membru al Camerei Deputaților între 1969 și 1984 (cu excepția celor cinci ani petrecuți ca ministru) și în consiliul comun al orașului Luxembourg (1969–1974).
Hamilius a participat la Jocurile Olimpice de vară din 1952, de la Helsinki, în proba de 400 de metri și în proba de 4 × 400 de metri, într-o delegație de atletism cunoscută în special pentru includerea unicului campion olimpic al Luxemburgului, Josy Barthel. El este fiul lui Émile Hamilius (1897–1971), de asemenea, un fost politician DP și primar al orașului Luxembourg (1946–1963), precum și un fost participant la Jocurile Olimpice de vară (în 1920), la fel ca și fiul său.